# Soyuz 16
Soyuz 16 foi um voo de teste no projeto de obter uma junção, durante um voo espacial, entre uma nave soviética e uma norte-americana que resultou na missão Apollo-Soyuz.
Os cosmonautas Anatoli Filipchenko e Nikolai Rukavishnikov avaliaram uma cápsula Soyuz modificada e o equipamento de acoplagem que iria permitir que naves diferentes se ligassem. Ao mesmo tempo, o voo deu experiência aos grupos de comando dos Estados Unidos e da União Soviética sobre o trabalho em conjunto, e satisfez os oficiais norte-americanos com relação à segurança da nave Soyuz.
A missão foi feita exatamente para elaborar planos, com ambas as administrações felizes com a performance da espaçonave e dos grupos em terra.

## Tripulação
| Posição           | Cosmonauta            |
| ----------------- | --------------------- |
| Comandante        | Anatoli Filipchenko   |
| Engenheiro de voo | Nikolai Rukavishnikov |

## Parâmetros da Missão
- Massa: 6 800 kg
- Perigeu: 184 km
- Apogeu: 291 km
- Inclinação: 51,8°
- Período: 89,2 minutos